# Strážske
Strážske (Hongaars:Őrmező) is een Slowaakse gemeente in de regio Košice, en maakt deel uit van het district Michalovce.
Strážske telt 4455 inwoners.